# کورسک ۳۰۷۳
سیارک ۳۰۷۳ (به انگلیسی: 3073 Kursk، نامگذاری:1979SW11) سه هزار و هفتاد و سومین سیارک کشف شده‌است که در ۲۴ سپتامبر ۱۹۷۹ کشف شد.
قدر مطلق سیارک برابر ۱۳٫۵۰ است.